# Wind Up
"Wind Up" es la última canción del álbum Aqualung, de la banda británica de rock progresivo Jethro Tull (1971).
Puede inscribirse en el grupo de canciones de estilo hard rock del álbum, junto con Aqualung, "Hymn 43 y "Locomotive Breath", aunque contiene partes acústicas, en el clásico contraste entre pasajes enérgicos y suaves melodías tan característico de los Jethro Tull.
Ésta es la canción encargada de cerrar el álbum y lo hace con una risa irónica y reflexiva de Ian Anderson, ya que la canción termina con la frase "no soy yo al que tienes que engañar los domingos". 